# Heinrich Sigloch
Heinrich Sigloch (* 18. Januar 1920 in Stuttgart; † 1998) war ein deutscher Jurist und Vorsitzender Richter am Bundesfinanzhof.

## Leben
Er studierte von 1938 bis 1948 Rechtswissenschaften in Tübingen. Er war ab 1938 Mitglied der Kameradschaft Neithard von Gneisenau und wurde später Mitglied der wiedergegründeten Studentenverbindung AV Virtembergia Tübingen. Er wurde 1952 in Tübingen zum Dr. iur. promoviert.
Von 1956 bis 1964 war er Oberlandesgerichtsrat. Er wurde 1964 Richter am Bundesfinanzhof und 1978 Vorsitzender Richter. 1986 trat er in den Ruhestand.